# Народна библиотека „Проф. др Александар Ивић” Жабари
Народна библиотека „Проф. др Александар Ивић” Жабари самостална је установа културе, која обавља послове из области библиотекарства и информационе делатности. Своју делатност обавља на подручју Општине Жабари. Библиотека постоји од 31.10.1992. године. Носи име проф. др Александра Ивића – угледног научног радника, професора правног факултета у Београду и судије Уставног суда Србије.
Поред основне делатности, библиотека се бави и организовањем и осмишљавањем разних културних програма, као што су: промоције нових издања, ликовне изложбе, књижевни сусрети, предавања, трибине и дебате, радионице, посета другим библиотекама, школама, организовање одласка на сајмове и изложбе књига и активно учешће у свим културним манифестацијама на подручју Општине Жабари. Такође организује и општинско такмичење рецитатора под називом „Песниче народа мог”, коме претходе школска такмичења рецитатора.
Књижевни фонд библиотеке је богат и разноврстан и чини га око 20.000 публикација домаће и светске књижевности, као и стручних књига из различитих области. Постоји и известан број књига на страним језицима, као и књиге које се односе на лингвистику, теорију књижевности и књижевну критику. Речници, енциклопедије, ретка и вредна издања се не износе ван библиотеке, већ се користе у читаоничком простору.
Библиотека је чланица међународног система COBISS.